# AlphaGo (película)
AlphaGo es un documental dirigido por Greg Kohs, estrenado en 2017, que nos enseña hasta donde llega la inteligencia artificial mediante una partida de Go entre un ordenador y el campeón mundial del juego, Lee Sedol. Con una duración de 90 minutos, vemos la partida real entre AlphaGo y Lee Sedol del 9 de marzo de 2016, combinada con un pequeño contexto sobre cómo funciona tal máquina y declaraciones de sus creadores.

## Alpha Go (Programa informático)
AlphaGo es un programa de ordenador formado a base de algoritmos que aprenden a jugar al juego de mesa chino Go a un nivel superior a los humanos. Tal algoritmo es creado por un equipo de búsqueda en Londres que trabajan por DeepMind, un laboratorio de inteligencia artificial comprado por Google el 2014 por 400 millones de libras.
No se trata del primer programa que existe para jugar al go, de hecho, ya había otros como Zen y Crazy Stone. No obstante, es sin duda una versión mejorada respecto a los otros, puesto que, en varios enfrentamientos con otros programas, gana casi un 100 % de las partidas.

## Sinopsis
El 9 de marzo de 2016 en Corea del Sur, el campeón mundial de Go y un ordenador con el programa de AlphaGo, participan, por primera vez en la historia, en una competición del juego, llamada The DeepMind Challenge Match. Por sorpresa de los asistentes, la máquina acaba ganando cuatro de cinco de las partidas, que son el foco principal del documental.
La película es una crónica de la trayectoria desde Oxford, por Burdeos, pasando por las oficinas del DeepMind de Google en Londres, y finalmente, culminando al torneo de 7 días en Seúl. También nos muestra la inteligencia artificial de DeepMind (y cómo funciona) y la manera en que los asistentes y el equipo del programa vivieron tener que superar a un humano con una máquina. Todo esto combinado con explicaciones de qué es AlphaGo, con declaraciones de sus creadores mientras vemos las reacciones de los asistentes a la victoria inminente del ordenador.
A lo largo del filme, se cuestiona hasta qué punto puede llegar la inteligencia artificial y qué comporta este adelanto tecnológico.
Alguna de las personas entrevistadas en el documental fueron:
- Frankz Hui (European Champion, London. UK)
- David  S. Iver( Lead Researcher, Deep Mind)
- Janice Kim ( Go Professional, Player)
- Aja Huang ( Lead programer, Deep Mind)
- Cade Metz( Sr. Staff wirter, WIRED)
- Jhonn Dougman (professor at Computer Laboratory University of Cambridge)
- Shan legg (Co-founder y Chief Scientist of Deep Mind)

## Estreno
La primera proyección de la película fue en Estados Unidos durante el Tribeca Film Festival, el 21 de abril de 2017. En cambio, el día del estreno oficial fue el 29 de septiembre del mismo año. Actualmente, el filme se encuentra en streaming en Netflix, donde está disponible desde el 1 de enero del año 2018.

## Críticas
El documental ha tenido mayoritariamente un recibimiento positivo, con la puntuación máxima en la página de Rotten Tomatoes. Michael Rechtshaffen, crítico de Hollywood Reportero, asegura que, a pesar de que, a primera vista, un documental de 90 minutos sobre un juego chino de 3000 años de antigüedad, no parece ni animado ni absorbente, Greg Kohs consigue que AlphaGo sea estos adjetivos y más.

## Premios
- 2017: Premio al mejor documental en el Warsaw International Film Festival.[7]
- 2017: Premio "Knowledge is Poower Science Prize" en el festival de Traverse.[8]
- 2017: Premio "Maysles Brothers Award" al mejor documental en el Denver International Film Festival.[9]
- 2018: Premio "New Media Film Festival Award" en el New Media Film Festival.[10]